# 井宿四
井宿四，又名「雙子座ξ星」，是一顆位於雙子座的恆星。它是雙子座所代表雙胞胎四隻腳中的一隻。井宿四原名Alzirr，意為花蕾。它的光譜分類屬於F6，視星等達到3.35，可以在夜晚通過裸眼觀測到。通過恆星視差測距，井宿四距離地球大約有58.7光年（18.0秒差距）。
根據J2000.0紀元的座標，井宿四位於:
- 赤經: 6h42m30s
- 赤緯: +12°57'0"